# Almas (음반)
《Almas》 (다이아몬드) 2021년 7월 12일 발매된 사하르의 (이란의 팝 가수) 첫 앨범이다.

## 수록곡
| 01 | Almas (다이아몬드)  |
| 02 | Naro (가지 마세요)  |
| 03 | Del Roba (매력적인) |
| 04 | Gharar (날짜)       |
| 05 | Bavar (믿다)        |
| 06 | Agha (남성)         |